# Aeroportul Macenta
Aeroportul Macenta (IATA: MCA, ICAO: GUMA) este un aeroport din Regiunea Nzérékoré, Guineea ce deservește zona Macenta. A fost numit după zona deservită.
Situat la o altitudine de 1.035 m, aeroportul dispune de o singură pistă.